# Nasikabatrachus bhupathi
Nasikabatrachus bhupathi ist ein Froschlurch, der in den Westghats im Südwesten Indiens endemisch ist. Die Spezies wurde 2017 beschrieben. N. bhupathi und das bereits 2003 beschriebene Schwestertaxon Nasikabatrachus sahyadrensis bilden zusammen die Familie der Nasikabatrachidae innerhalb der Unterordnung der Höheren Frösche.

## Aussehen
Nasikabatrachus bhupathi  ist ein mittelgroßer Frosch mit einem massigen aufgewölbten Körper. Die Gesamtlänge der Männchen beträgt zwischen 45,9 und 48,5 Millimetern. Es wurden noch keine weiblichen Tiere untersucht. Da die Schwesterart N. sahyadrensis einen deutlichen Geschlechtsdimorphismus zeigt und die weiblichen Tiere etwa ein Drittel größer als die Männchen sind, zudem sich beide Arten in Aussehen, morphologischen und skelettalen Merkmalen sowie genetisch stark ähneln, ist dies auch hier zu erwarten.
Der Kopf ist im Vergleich zum restlichen Körper klein und kurz. Er ist nicht vom Rumpf abgesetzt. Die spitz zulaufende Nase endet in einem weißlichen Knubbel. Die Nasenlöcher sitzen seitlich weit vorne. Die relativ kleinen Augen sind wenig erhaben mit ausgeprägtem oberen Augenlid. Sie sind von einem blauen Hautring umgeben. Der Mund ist nicht sehr breit und liegt ventral. Die Männchen haben zur Verstärkung ihrer Rufe einen Kehlsack. Trommelfelle sind äußerlich nicht zu erkennen.
Die vorderen und hinteren Gliedmaßen sind vergleichsweise kurz und muskulös, sodass N. bhupathi nicht springt, sondern kriecht. An den Außenseiten der Hände trägt der Frosch jeweils einen blassweißen Höcker. Zwischen den vorderen Zehen befinden sich keine, zwischen den hinteren Zehen rudimentäre Schwimmhäute. Die Haut an Rücken und Kopf ist dunkelbraun, zum Kopf hin heller braun. Die Bauchhaut ist schwach grauweiß marmoriert.
Die Kaulquappen der Art haben einen breiten, flachen und keilförmigen Kopf mit oberseitigen Nasenlöchern, der Körper ist ebenfalls breit und flach. Die kleinen schwarzen Augen liegen dorso-lateral am Kopf und der bauchseitige Mund trägt eine Saugscheibe. Der Schwanz macht etwa zwei Drittel der Gesamtlänge aus. Die Oberseite der Kaulquappe ist in Brauntönen marmoriert.

## Lebensraum und Verbreitung

Das Verbreitungsgebiet der Art ist im Bundesstaat Tamil Nadu.

Die Frösche leben in Südwestindien in Hanglagen der Westghats, und zwar auf der Ostseite des Gebirges. Die Westghats bilden hier die Grenze zwischen den Bundesstaaten Kerala und Tamil Nadu. Das bekannte Verbreitungsgebiet liegt im Bereich der östlichen Ausläufer der Kardamomberge in Tamil Nadu.
Das Habitat steht unter dem Einfluss des Nordostmonsuns, der jährlich in etwa zwischen Oktober und Januar sporadisch Regen bringt, sodass die Habitatbäche etwa drei bis vier Monate Wasser führen. Die Art bewohnt Lagen um 200 Meter. Die Frösche leben im Sekundärwald, wo sie ihre Erdhöhlen graben. Die Art ist endemisch.

## Fortpflanzung und Entwicklung
Der Frosch lebt die meiste Zeit des Jahres verborgen im Boden, aus dem er offenbar immer nur für eine Zeitspanne von zwei Wochen während des Monsuns hervorkommt, um sich fortzupflanzen. Diese versteckte Lebensweise dürfte der Grund sein, warum er den Zoologen so lange verborgen geblieben ist. Er ernährt sich unter der Erde von Termiten. Die spitze Schnauze ist dafür besonders geeignet.
Mit den einsetzenden Monsunschauern im Oktober beginnt die Balz der Frösche. Die Kaulquappen dieser Froschart haben sich an saisonal wasserführende und schnell fließende Gewässer angepasst. Sie weiden Algen an Felsen ab. Halt gibt ihnen dabei ein als starker Saugnapf geformtes Maul. Die Entwicklung bis zur Metamorphose dauert etwa 120 Tage. Morphologisch sind die Kaulquappen der beiden Schwestertaxone nicht zu unterscheiden.

## Nutzung und Gefährdung
Die Kaulquappen werden von der lokalen Bevölkerung „geerntet“ und als Delikatesse verzehrt. Die Rote Liste gefährdeter Arten der IUCN führt die Froschart seit 2021 in der Gefährdungsklasse „CR“ critically endangered, das heißt vom Aussterben bedroht. Es ist die höchste Gefährdungsklasse wildlebender Arten.

## Systematik und Taxonomie
Die beiden Schwesterarten haben sich genetischen Untersuchungen zufolge vor etwa 100 Millionen Jahren von den anderen Arten der Froschlurche getrennt. Bis zu dieser Zeit bildeten die Seychellen, der indische Subkontinent und Madagaskar noch eine zusammenhängende Landmasse. Die beiden Arten repräsentieren die rezenten Vertreter der Familie der Nasikabatrachidae, wobei angenommen wird, dass sich die Aufspaltung in die beiden Schwesterarten erst unter dem Einfluss des Monsuns ereignet hat.
Die nächstverwandte Familie ist die der Seychellenfrösche (Sooglossidae), deren Mitglieder man auf den Seychellen findet. Manche Autoren ordnen Nasikabatrachus allerdings direkt in die Familie Sooglossidae ein und erkennen ihr keinen separaten Familienstatus zu.

## Name
Der wissenschaftliche Name der Spezies ist vom Sanskrit-Wort nasika für Nase und dem griechischen Wort batrachus für Frosch hergeleitet. Als Artzusatz bhupathi wurde der Name des 2014 im Rahmen von Feldforschungen bei einem Unfall in den Agastya-Malai-Bergen verstorbenen Herpetologen Dr. Subramanian Bhupathy gewählt.